# Жмігрудек
Жмігрудек (пол. Żmigródek, нім. Schmiegrode) — село в Польщі, у гміні Жмігруд Тшебницького повіту Нижньосілезького воєводства.
Населення — 726 осіб (2011).
У 1975-1998 роках село належало до Вроцлавського воєводства.

## Демографія
Демографічна структура станом на 31 березня 2011 року:
|          | Загалом | Допрацездатний вік | Працездатний вік | Постпрацездатний вік |
| -------- | ------- | ------------------ | ---------------- | -------------------- |
| Чоловіки | 359     | 73                 | 241              | 45                   |
| Жінки    | 367     | 64                 | 210              | 93                   |
| Разом    | 726     | 137                | 451              | 138                  |